# Santa Cruz Recreativo Esporte Clube
Il Santa Cruz Recreativo Esporte Clube, meglio noto come Santa Cruz, è una società calcistica brasiliana con sede nella città di Santa Rita, nello stato della Paraíba.

## Storia
Il club è stato fondato il 15 aprile 1939. Ha partecipato al Campeonato Brasileiro Série C nel 1994 e nel 1995, dove è stato eliminato alla seconda fase in entrambe le edizioni. Il Santa Cruz ha vinto il Campionato Paraibano nel 1995 e nel 1996.

## Palmarès

### Competizioni statali
- Campionato Paraibano: 2

1995, 1996
- Campeonato Paraibano Segunda Divisão: 2

1994, 2000